# Eva Richtrová
Eva Richtrová (* 11. června 1948 Ostrava) je česká politička, v letech 2008 až 2014 senátorka za obvod č. 69 – Frýdek-Místek, v letech 2002 až 2010 starostka/primátorka města Frýdku-Místku, bývalá členka ČSSD.

## Vzdělání, profese a rodina
V letech 1966 až 1971 vystudovala tváření kovů na Hutnické fakultě Vysoké školy báňské v Ostravě. Po promoci nastoupila do Výzkumného ústavu hutnictví železa, odkud v roce 1976 odešla učit na SPŠ ve Frýdku-Místku, kde pracovala do roku 1998. Na Přírodovědecké fakultě Univerzity Palackého v Olomouci získala postgraduální pedagogické vzdělání.
Je rozvedená, má syna Čeňka a dcery Hanu a Kateřinu.

## Politická kariéra
Od roku 1997 byla členkou ČSSD. Od roku 1990 působí v komunální politice ve Frýdku-Místku, od roku 1994 je členkou Rady města. V letech 1998 až 2002 zastávala funkci místostarostky. V roce 2002 se stala starostkou respektive od roku 2006 primátorkou města Frýdek-Místek.
V roce 2008 úspěšně kandidovala do Senátu za obvod č. 69 – Frýdek-Místek, když v prvním kole obdržela 41,86 % hlasů oproti tehdejšímu senátorovi z ODS Františku Kopeckému, který získal 22,35 % hlasů. Ve druhém kole primátorka svůj náskok ještě zvýšila a zvítězila se ziskem 68,22 % všech platných hlasů. V horní komoře pracovala ve Výboru pro územní rozvoj, veřejnou správu a životní prostředí.
V komunálních volbách v roce 2014 obhájila mandát zastupitelky města Frýdku-Místku, když vedla tamní kandidátku ČSSD. V lednu 2015 vystoupila z frýdecko-místeckého klubu zastupitelů ČSSD. Vadilo jí spojení její strany se sdružením Naše město F-M. Podle ní by tak město vedli veksláci. Na konci roku 2015 vědomě nezaplatila členský příspěvek, a tak jí členství v ČSSD bylo automaticky ukončeno. Od roku 2013 čelí obžalobě v dvou závažných trestních kauzách spojených s jejím výkonem primátorky na magistrátu ve Frýdku – Místku.
V komunálních volbách v roce 2018 obhajovala mandát frýdecko-místecké zastupitelky jako nestranička za „OSN“ a lídryně této kandidátky. Nicméně neuspěla, subjekt se do zastupitelstva vůbec nedostal.